# 拉納姆 (馬里蘭州)
拉納姆（英語：Lanham）是位於美國馬里蘭州佐治王子縣的一個普查規定居民點。

## 人口
根據2020年美國人口普查的數據，拉納姆的面積為9.19平方千米，當中陸地面積為9.14平方千米，而水域面積為0.05平方千米。當地共有人口11282人，而人口密度為每平方千米1,227.64人。